# Aeschnosoma marizae
Aeschnosoma marizae är en trollsländeart som beskrevs av Santos 1981. Aeschnosoma marizae ingår i släktet Aeschnosoma och familjen skimmertrollsländor. Inga underarter finns listade i Catalogue of Life.